# Meiren long tang
Meiren long tang (美人龍湯S, Měirén lóng tāngP; conosciuta anche come Spring Love o Onsen Beauty) è una serie televisiva taiwanese trasmessa su Formosa TV dal 27 gennaio al 5 maggio 2013. La serie è uscita in DVD a Taiwan il seguente 26 giugno.

## Trama
Molti anni fa, Long Shoucheng e Michiko s'innamorarono ed ebbero due gemelli, ma, a causa della disapprovazione delle rispettive famiglie, furono costretti a separarsi: Shoucheng rimase a Taiwan con Tianhe, prendendo in carico la gestione delle terme Long, mentre Michiko tornò in Giappone con il piccolo Tai. Essendo cresciuti in due ambienti diversi, Tianhe è freddo e orgoglioso, mentre Tai è caloroso e impulsivo. È solo alla morte di Michiko che il ventottenne Tai scopre di avere dei parenti a Taiwan e, credendo che la madre sia stata abbandonata, parte per affrontare Shoucheng e Tianhe, ma quest'ultimo ha lasciato il paese per curare una grave malattia. Quando le persone lo scambiano per suo fratello, Tai sta al gioco, riuscendo anche senza volerlo a battere Zhao Renhu, rivale nel campo termale, in una gara. Come penitenza, Zhao manda sua sorella Renmei a lavorare dai Long per un anno, ma le ordina segretamente di spiarli; tuttavia, la ragazza ha altri piani.

## Personaggi
- Long Tai (o Long Tianhao), interpretato da Mike He.
Il protagonista, è un ragazzo di ventotto anni cresciuto in Giappone con sua madre Michiko, che aiutava a consegnare il pesce al mercato. È gentile, obbediente e affettuoso.
- Zhao Renhu, interpretato da Nylon Chen.
Il fratello maggiore di Renmei, ha 28 anni e fin dalla scuola è in competizione con Tianhe. È innamorato di Wenzi. Davanti alla nonna finge di trattare bene Renmei, ma in realtà la insulta e la fa lavorare duramente per farla dimagrire.
- Zhao Renmei, interpretata da Dayuan e Lucia Xie (da bambina).
La sorella di Renhu, ha 23 anni. È una ragazza sovrappeso con una bassa autostima di se stessa; è molto dolce e ingenua, e per questo si fa sfruttare facilmente dal fratello e non risponde mai agli insulti. Sua nonna le ha impedito di perseguire il sogno di diventare una ballerina come la madre, morta insieme al padre quando Renmei era piccola. È innamora di Tianhe.
- Beiye Wenzi (o Atsuko Kitano), interpretata da Sato Mai.
Amica giapponese di Tai innamorata di lui, è gentile e coraggiosa. Ha 24 anni.
- Long Tianhe, interpretato da Mike He.
È il gemello maggiore, ed è freddo e scontroso. È cagionevole di salute fin da piccolo.
- Long Shoucheng, interpretato da Lei Hong.
Il padre di Tai e Tianhe, ha 56 anni. Non ha mai avuto un bel rapporto con Tianhe.
- Lao Tsu, interpretato da Wang Zhongping.
Ha 40 anni ed è da anni il fedele servitore di Shoucheng.
- A Pan, interpretata da Yan Yiwen.
Ha 38 anni e lavora per la famiglia Long.
- Zeng Meiren, interpretata da Li Xuan.
È la nonna settantenne di Renhu e Renmei.
- A Xie, interpretata da Ye Huizhi.
- Lao Zang, interpretato da Wang Ziqiang.
- Michiko Kato, interpretata da Fang Wenlin.
La madre di Tai e Tianhe, è morta per sovraffaticamento.
- Kenji Kitano, interpretato da Luo Beian.
Presidente del mercato del pesce e padre di Wenzi.
- Xiao Xiang (o Haru), interpretata da Jessica Song.
- Ah Lun, interpretato da Ben Weng.
- A Xiang, interpretato da Zhang Haoming.

## Colonna sonora
Sigla d'apertura
Want to Turn to an Apple (好想變蘋果) – Popu Lady
Sigla di chiusura
Memo (被忘錄) – Aaron Yan
Altre canzoni
1. Spring (同種異類) – Nylon Chen
2. Awakeness (覺醒) – Nylon Chen
3. One Man Nakashi (一個人的那卡西) – Nylon Chen
4. The Last Thing I Do For You (為你做的最後一件事) – Nylon Chen
5. Long (長大) – Nylon Chen
6. Radiance (光芒) – Nylon Chen
7. Dismay (狼狽) – Nylon Chen
8. I Just Want to Hold You (只想抱著你) – Nylon Chen
9. Yes, I Was Wrong (對了我錯了) – Olivia Ong
10. Marry Me (我們結婚吧) – Jessica Song
11. Happiness is Just Enough (這樣的幸福剛剛好) – Popu Lady

## Ascolti
| Episodio | Data di trasmissione | Ascolti |
| -------- | -------------------- | ------- |
| 1        | 27 gennaio 2013      | 1,14    |
| 2        | 3 febbraio 2013      | 1,13    |
| 3        | 17 febbraio 2013     | 1,05    |
| 4        | 24 febbraio 2013     | 1,09    |
| 5        | 3 marzo 2013         | 0,98    |
| 6        | 10 marzo 2013        | 1,16    |
| 7        | 17 marzo 2013        | 1,13    |
| 8        | 24 marzo 2013        | 1,01    |
| 9        | 31 marzo 2013        | 1,21    |
| 10       | 7 aprile 2013        | 1,11    |
| 11       | 14 aprile 2013       | 1,05    |
| 12       | 21 aprile 2013       | 1,18    |
| 13       | 28 aprile 2013       | 1,13    |
| 14       | 5 maggio 2013        | 1,11    |
| Media    | Media                | 1,11    |

## Distribuzioni internazionali
| Paese     | Canale/i            | Prima TV                  |
| --------- | ------------------- | ------------------------- |
| Taiwan    | Formosa TV          | 27 gennaio-5 maggio 2013  |
| Singapore | MediaCorp Channel U | 9 marzo-11 maggio 2013    |
| Hong Kong | Drama 1             | 3 ottobre-1 novembre 2013 |